# Gubernia nowogrodzka
Gubernia nowogrodzka (ros. Новгородская губерния) – jednostka administracyjna Imperium Rosyjskiego i RFSRR w centralnej Rosji, utworzona w 1727. Stolicą guberni był Nowogród Wielki. Zlikwidowana w 1927.
Gubernia była położona pomiędzy 57°20′ a 61°12′ szerokości geograficznej północnej. Graniczyła od północy z gubernią sankt-petersburską i ołoniecką, na wschodzie z gubernią wołogodzką i jarosławską, na południu z gubernią twerską i pskowską, na zachodzie z pskowską i sankt-petersburską.
Powierzchnia guberni wynosiła w 1897 – 122 345,6 km². W początkach XX wieku była podzielona na 11 ujezdów.

## Demografia
Ludność, według spisu powszechnego 1897 – 1 367 022 osób – Rosjan (96,8%), Łotyszów, Wepsów i Karelów.

### Ludność według narodowości w ujezdach 1897[1]
| Ujezd           | Rosjanie | Karelowie | Wepsowie | Łotysze | Niemcy | Żydzi | Polacy | Estończycy |
| --------------- | -------- | --------- | -------- | ------- | ------ | ----- | ------ | ---------- |
| Gubernia ogółem | 96,8%    | 0,7%      | 0,7%     | 0,5%    | 0,3%   | 0,3%  | 0,2%   | 0,2%       |
| Biełozierski    | 96,8%    | 0,7%      | 2,3%     | …       | …      | 0,1%  | …      | …          |
| Borowicki       | 98,4%    | 0,7%      | …        | 0,1%    | 0,2%   | 0,1%  | 0,1%   | 0,1%       |
| Wałdajski       | 92,8%    | 6,1%      | …        | 0,2%    | 0,2%   | 0,2%  | 0,1%   | 0,2%       |
| Diemiański      | 98,2%    | 0,7%      | …        | …       | …      | …     | …      | 0,8%       |
| Kiriłłowski     | 99,8%    | …         | …        | …       | …      | …     | …      | …          |
| Krestecki       | 95,9%    | 0,4%      | …        | 1,3%    | 0,6%   | 0,3%  | 0,1%   | 0,9%       |
| Nowogrodzki     | 92,6%    | …         | …        | 2,4%    | 1,4%   | 1,1%  | 1,0%   | 0,4%       |
| Starorusski     | 99,0%    | …         | …        | …       | 0,2%   | 0,3%  | 0,3%   | …          |
| Tichwinski      | 90,9%    | 1,4%      | 7,2%     | …       | …      | 0,1%  | …      | 0,1%       |
| Ustiużeński     | 99,6%    | …         | …        | …       | 0,1%   | …     | …      | 0,1%       |
| Czerepowiecki   | 99,9%    | …         | …        | …       | …      | …     | …      | …          |

Zlikwidowana 1 sierpnia 1927, weszła w skład obwodu leningradzkiego RFSRR. Od 5 lipca 1944 na terytorium historycznej guberni istnieje obwód nowogrodzki RFSRR, obecnie Federacji Rosyjskiej, o powierzchni 54 501 km².